# Randoald
Randoald († 675 bei Moutier, Kanton Bern, Schweiz) war ein Mönch im Kloster Moutier-Grandval und ist ein Märtyrer und ein Heiliger der römisch-katholischen Kirche.

## Leben
Über das Leben von Randoald ist nur sehr wenig bekannt. Er war Prior oder Bibliothekar im Kloster Moutier-Grandval. Als Herzog Eticho vom Elsass im Jahr 675 das Gebiet im Delsberger Becken unterwarf, Arme bestahl und Klöster beraubte, wollte Randoald zusammen mit Germanus (dem Abt des Klosters Moutier-Grandval) als Vermittler auftreten. Auf dem Rückweg zum Kloster wurde er von Anhängern des Herzogs erschlagen. Er gilt daher als Märtyrer.
Sein Gedenktag ist der 21. Februar (zusammen mit dem hl. Germanus von Granfelden). Er wird vor allem im Kanton Jura und im Berner Jura verehrt, wo auch Strassen nach ihm benannt sind.